# Lecciones de Geografía Descriptiva de Filipinas
Lecciones de Geografía Descriptiva de Filipinas es un libro de geografía escrito por el Intendente Felipe María de Govantes y publicado el año 1877 en la ciudad de Manila editado por  Gervasio Mamije en la Imprenta del Colegio de Santo Tomás.

"...La importancia de este Archipiélago, y la precisión de conocerle, cada día es mayor, su porvenir grande, y la marcha progresiva que lleva, si bien aparece lenta, tiene la ventaja de ser sólida. Siga pues, y no se pierda de vista que la civilizadora Europa acorta con sus inventos las distancias, y quita los obstáculos que antes separaban a los pueblos, y hoy dirige su mirada, y pasos a estos paises..."
PRÓLOGO.

## Contenido

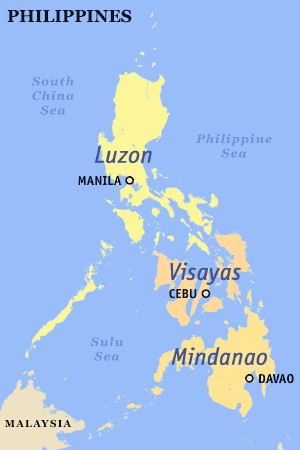
Isla de Luzón, Islas Visayas y Mindanao.

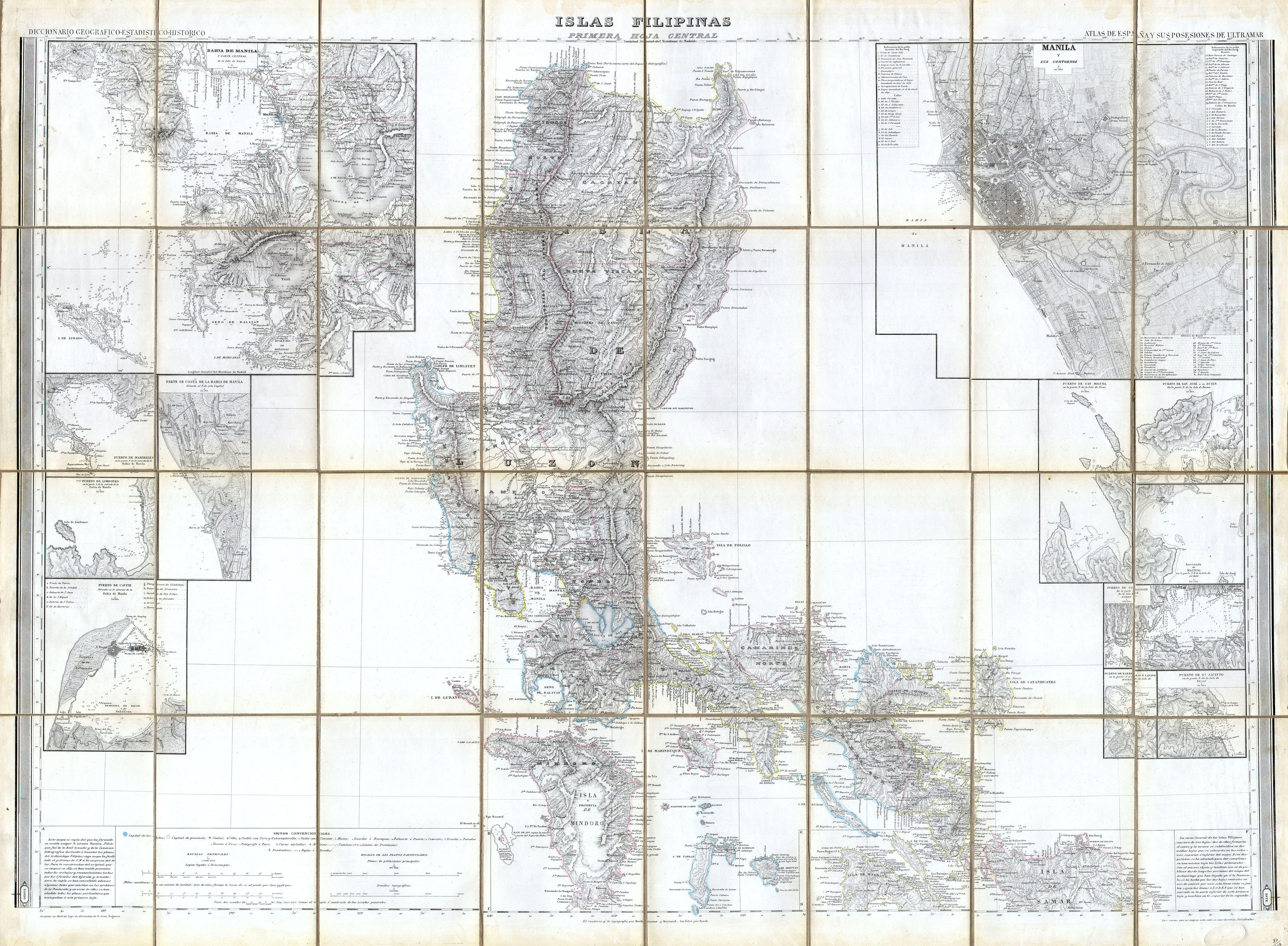
Mapa de Coello, 1852.

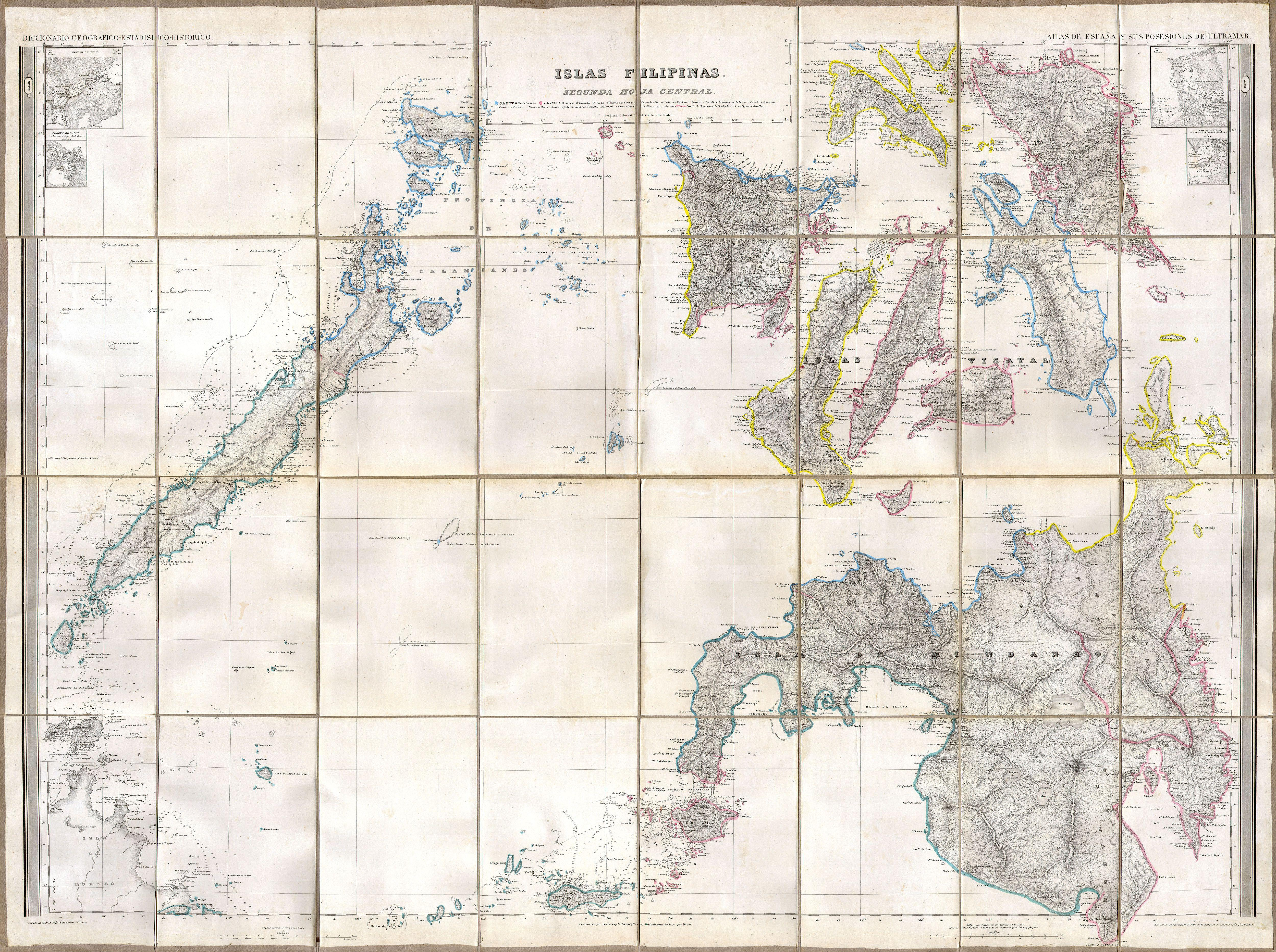
Mapa de Coello, 1852.

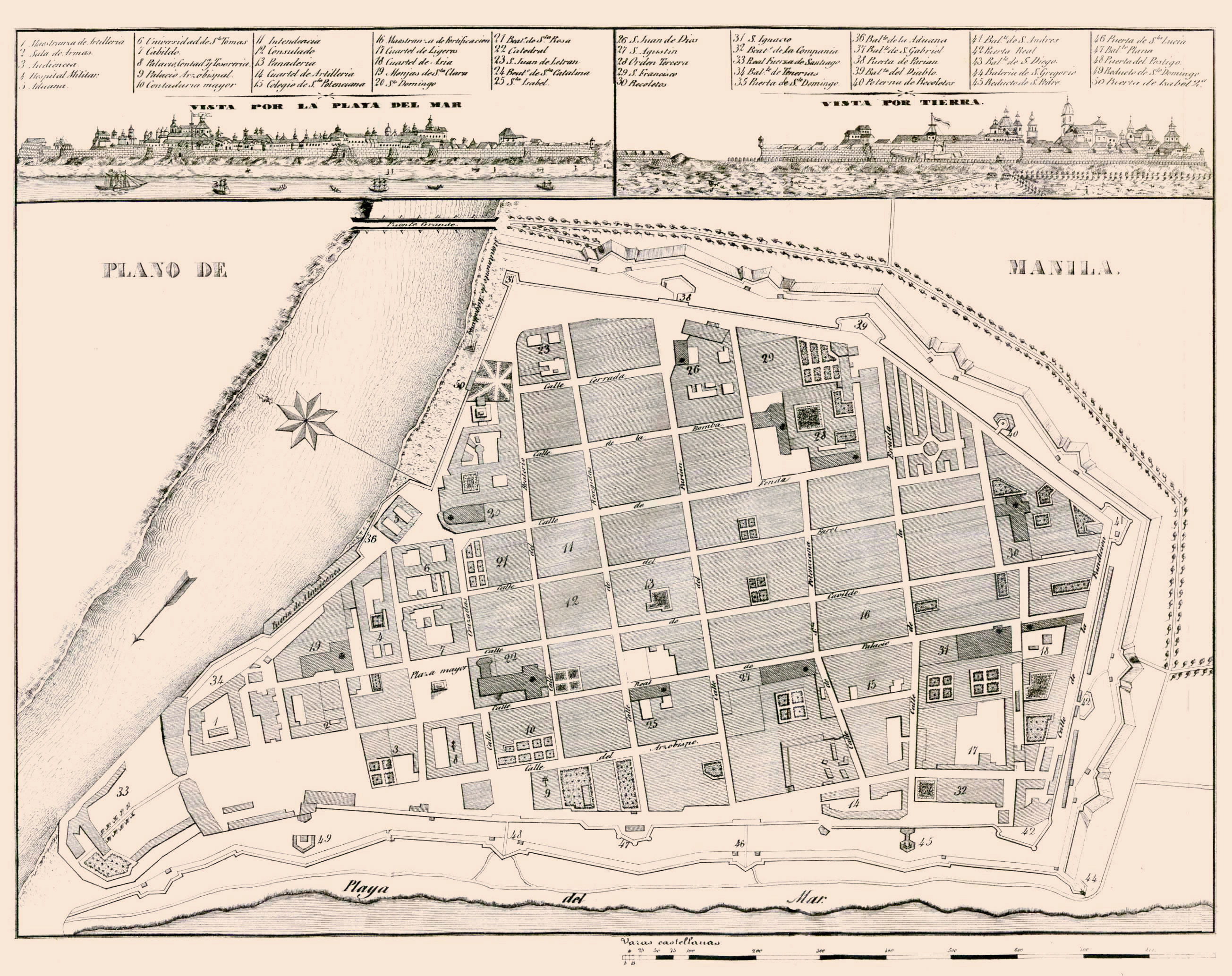
Mapa de Manila, 1851.

- Capítulo Preliminar: Idea general de las islas y de su estado social.
  - Lección I: Islas Filipinas. Posición geográfica. División y extensión.
  - Lección II: Montes: volcanes, Ríos. Lagos. Bahías: ensenadas. Cabos. Clima: estaciones. Reinos de la naturaleza.
  - Lección III: Población. Religión. Lenguas. Gobierno. División territorial.
- Capítulo I: Luzón e islas adyacentes.
  - Lección IV: Provincia de Manila.
  - Lección V: Bataan.
  - Lección VI: Pampanga. Tarlac.
  - Lección VII: Zambales.
  - Lección VIII: Pangasinan.
  - Lección IX: Unión y Benguet.
  - Lección X: Ilocos Sur.
  - Lección XI: Lepanto.
  - Lección XII: Abra.
  - Lección XIII: Bontoc.
  - Lección XIV: Ilocos Norte.
  - Lección XV: Bulacán.
  - Lección XVI: Nueva Écija y Príncipe.
  - Lección XVII: Nueva Vizcaya.
  - Lección XVIII: Isabela de Luzón.
  - Lección XIX: Cayayán.
  - Lección XX: Las Batanes y Babuyanes.
  - Lección XXI: Cavite.
  - Lección XXII: Morong.
  - Lección XXIII: Laguna.
  - Lección XXIV: La Infanta.
  - Lección XXV: Batangas.
  - Lección XXVI: Tayabas.
  - Lección XXVII: Camarines Norte.
  - Lección XXVIII: Camarines Sur.
  - Lección XXIX: Albay.
  - Lección XXX: El Corregidor.
  - Lección XXXI: Mindoro.
  - Lección XXXII: Marinduque.
  - Lección XXXIII: Lubang.
  - Lección XXXIV: Burias.
  - Lección XXXV: Tablas.
  - Lección XXXVI: Romblón.
  - Lección XXXVII: Sibuyán.
  - Lección XXXVIII: Masbate.
- Capítulo II: Islas Visayas.
  - Lección I: Cebú.
  - Lección II: Samar.
  - Lección III: Leyte.
  - Lección IV: Bohol.
  - Lección V: Isla de Negros.
  - Lección VI: Iloilo y Concepción.
  - Lección VII: Cápiz.
  - Lección VIII: Antique.
  - Lección IX: Calamianes y Paragua.
- Capítulo III:
  - Lección I: Mindanao.
  - Lección II: Zamboanga.
  - Lección III:Misamis.
  - Lección IV: Surigao o Caraga.
  - Lección V: Dávao: Nueva Guipúzcoa.
  - Lección VI: Pollok y Cottabato.
  - Lección VII: Joló y Tawi-tawi.
  - Lección VIII: Borneo, Balabac, Balambangan y Bangue.
  - Lección IX: Marianas.
- Distancia desde Manila a las cabeceras de provincia.

## El autor
Govantes ha publicado otras obras relacionadas con Filipinas:
- Compendio de Historia de Filipinas; Manila Imp. del Colegio de Santo Tomás, 1877.
- Episodios históricos de Filipinas; 1881.
- Vida de D. Simón de Anda y Salazar sacada del Compendio histórico de Filipinas; 1864.
- Estudios para un proyecto sencillo de reglamento de agricultura preciso en Filipinas ; Contiene además: Cartilla de agricultura; Cartilla sobre el cultivo del tabaco, El Oriente, 1876.